# エドワード・ブルース (初代キンロス卿)
初代キンロス卿エドワード・ブルース（英語: Edward Bruce, 1st Lord Kinloss PC、1548年 – 1611年1月14日）は、スコットランド王国の弁護士、裁判所判事。

## 生涯
サー・エドワード・ブルース（Sir Edward Bruce）とアリソン・レイド（Alison Reid、ウィリアム・レイドの娘）の次男として、1548年に生まれた。スコットランドで弁護士を務め、1597年から1604年までスコットランド民事控訴院判事（Lord of Session）を務めた。
1600年に在イングランド王国スコットランド大使に任命され、ロバート・セシルとともにスコットランド王ジェームズ6世によるイングランド王位継承が円滑に進められるよう努力した。1602年2月2日にスコットランド貴族であるキンロス卿に叙された後、王位継承の功績により1603年5月4日に枢密顧問官に任命され、控訴院記録長官にも任命された。
その後、1604年7月8日にスコットランド貴族であるキンロスのブルース男爵（Baron Bruce of Kinlosse）に、1608年5月3日にキンロスのブルース卿（Lord Bruce of Kinloss）に叙された。1602年にすでにキンロス卿に叙されたにもかかわらず、1604年に再び（卿位と同等とされる男爵位に）叙爵された理由は、教会所有地を爵位名とする世俗貴族爵位の適法性について疑問があったとされたためだったが、現代では適法であるとされる。しかし、キンロス卿では相続人・譲受人(his heirs and assigns)に相続資格がある一方、キンロスのブルース男爵では男系子孫の相続人（his heirs male、断絶した場合は男子相続人(his heirs male whatsoever)）に相続資格があるため、おそらくは爵位と財産を同じ相続人に相続させるために1608年に3度目の叙爵が行われたとされる。この3度目の叙爵で創設されたキンロスのブルース卿はまず男系子孫の相続人に相続資格があり、それが断絶した場合は相続人・譲受人に相続資格が与えられる。
1605年8月30日、オックスフォード大学よりM.A.の学位を授与された。
1611年1月14日に死去、ロンドンのロールズ礼拝堂に埋葬された。長男エドワードが爵位を継承した。

## 家族
マグダレン・クラーク（Magdalen Clerk、1631年以降没、アレクサンダー・クラークの娘）と結婚、3男2女をもうけた。
- ロバート - 早世、生涯未婚。1593年12月24日時点で存命
- エドワード（1613年8月没） - 第2代ブルース卿、生涯未婚
- クリスチャン（英語版）（1595年12月28日 – 1674年6月16日） - 1608年4月10日、第2代デヴォンシャー伯爵ウィリアム・キャヴェンディッシュと結婚、子供あり
- トマス（1599年 – 1663年） - 第3代ブルース卿、初代エルギン伯爵、初代ブルース男爵
- ジャネット - トマス・ディーエル（Thomas Dalyell）と結婚、子供あり。初代準男爵サー・トマス・ディーエル（英語版）の母